# مسجد برتاو باشا
مسجد برتاو باشا، المعروف أيضا باسم "مسجد الجمعة الجديد"، مسجد عثماني من القرن 16 في مدينة إزميد، تركيا. مهندسه المعماري كان سنان. وقد بني لبرتاو باشا، الوزير العثماني خلال عهدي السلطان سليمان القانوني وسليم الثاني. وقد انتهى البناء في 1579. المسجد هو جزء من مجمع كبير، يشتمل على مدرسة دينية، وحمام عام، وخان، ونافورة ومدرسة منخفظة التعليم. للمسجد قبة واحدة فيها 24 نافذة. تضررت مئذنته خلال زلزال أزميد 1999.